# Puccinia pseudoatra
Puccinia pseudoatra ist eine Ständerpilzart aus der Ordnung der Rostpilze (Pucciniales). Der Pilz ist ein Endoparasit der Süßgrasgattungen Paspalum und Digitaria. Symptome des Befalls durch die Art sind Rostflecken und Pusteln auf den Blattoberflächen der Wirtspflanzen. Sie kommt in Südamerika vor.

## Merkmale

### Makroskopische Merkmale
Puccinia pseudoatra ist mit bloßem Auge nur anhand der auf der Oberfläche des Wirtes hervortretenden Sporenlager zu erkennen. Sie wachsen in Nestern, die als gelbliche bis braune Flecken und Pusteln auf den Blattoberflächen erscheinen.

### Mikroskopische Merkmale
Das Myzel von Puccinia pseudoatra wächst wie bei allen Puccinia-Arten interzellulär und bildet Saugfäden, die in das Speichergewebe des Wirtes wachsen. Aecien oder Spermogonien der Art sind nicht bekannt. Die hell zimtbraunen Uredien des Pilzes wachsen unterseitig auf den Wirtsblättern. Ihre goldenen bis zimtbraunen Uredosporen sind 21–25 × 20–24 µm groß, meist kugelig bis breitellipsoid und dicht feinwarzig. Die blattunterseitig wachsenden Telien der Art sind schwarzbraun und früh offenliegend. Die kastanienbraunen Teliosporen sind zweizellig, in der Regel breitellipsoid und 31–37 × 22–25 µm groß. Ihre Stiele sind farblos und bis zu 90 µm lang.

## Verbreitung
Das bekannte Verbreitungsgebiet von Puccinia pseudoatra umfasst Bolivien, Peru, Argentinien und Ecuador.

## Ökologie
Die Wirtspflanzen von Puccinia pseudoatra sind Digitaria insularis und diverse Paspalum-Arten. Der Pilz ernährt sich von den im Speichergewebe der Pflanzen vorhandenen Nährstoffen, seine Sporenlager brechen später durch die Blattoberfläche und setzen Sporen frei. Die Art verfügt über einen Entwicklungszyklus, von dem bislang lediglich Telien sowie deren Wirt bekannt sind; Uredien, Spermogonien und Aecien konnten dem Pilz nicht zugeordnet werden.